# Santa Isabel do Rio Negro
Santa Isabel do Rio Negro est une municipalité brésilienne de l'État d'Amazonas .